# Fraisses
Fraisses és un municipi francès situat al departament del Loira i a la regió d'Alvèrnia-Roine-Alps. L'any 2007 tenia 4.074 habitants.

## Demografia

### Població
El 2007 la població de fet de Fraisses era de 4.074 persones. Hi havia 1.672 famílies de les quals 464 eren unipersonals (132 homes vivint sols i 332 dones vivint soles), 516 parelles sense fills, 568 parelles amb fills i 124 famílies monoparentals amb fills.
La població ha evolucionat segons el següent gràfic:
Habitants censats

### Habitatges
El 2007 hi havia 1.774 habitatges, 1.697 eren l'habitatge principal de la família, 22 eren segones residències i 55 estaven desocupats. 996 eren cases i 774 eren apartaments. Dels 1.697 habitatges principals, 1.101 estaven ocupats pels seus propietaris, 574 estaven llogats i ocupats pels llogaters i 22 estaven cedits a títol gratuït; 12 tenien una cambra, 93 en tenien dues, 380 en tenien tres, 584 en tenien quatre i 628 en tenien cinc o més. 1.201 habitatges disposaven pel capbaix d'una plaça de pàrquing. A 772 habitatges hi havia un automòbil i a 723 n'hi havia dos o més.

### Piràmide de població
La piràmide de població per edats i sexe el 2009 era:
| Homes | Edats   | Dones |
| ----- | ------- | ----- |
| 0     | 95 o +  | 12    |
| 0     | 90 a 94 | 4     |
| 28    | 85 a 89 | 16    |
| 28    | 80 a 84 | 28    |
| 60    | 75 a 79 | 100   |
| 96    | 70 a 74 | 144   |
| 108   | 65 a 69 | 180   |
| 120   | 60 a 64 | 116   |
| 76    | 55 a 59 | 104   |
| 112   | 50 a 54 | 112   |
| 108   | 45 a 49 | 108   |
| 152   | 40 a 44 | 144   |
| 160   | 35 a 39 | 156   |
| 120   | 30 a 34 | 132   |
| 136   | 25 a 29 | 100   |
| 121   | 20 a 24 | 124   |
| 104   | 15 a 19 | 140   |
| 84    | 10 a 14 | 108   |
| 124   | 5 a 9   | 108   |
| 108   | 0 a 4   | 128   |

## Economia
El 2007 la població en edat de treballar era de 2.483 persones, 1.820 eren actives i 663 eren inactives. De les 1.820 persones actives 1.691 estaven ocupades (874 homes i 817 dones) i 129 estaven aturades (59 homes i 70 dones). De les 663 persones inactives 215 estaven jubilades, 255 estaven estudiant i 193 estaven classificades com a «altres inactius».

### Ingressos
El 2009 a Fraisses hi havia 1.674 unitats fiscals que integraven 4.054,5 persones, la mediana anual d'ingressos fiscals per persona era de 18.004 €.

### Activitats econòmiques
Dels 146 establiments que hi havia el 2007, 1 era d'una empresa extractiva, 5 d'empreses alimentàries, 6 d'empreses de fabricació de material elèctric, 19 d'empreses de fabricació d'altres productes industrials, 26 d'empreses de construcció, 24 d'empreses de comerç i reparació d'automòbils, 6 d'empreses de transport, 5 d'empreses d'hostatgeria i restauració, 2 d'empreses d'informació i comunicació, 4 d'empreses financeres, 3 d'empreses immobiliàries, 20 d'empreses de serveis, 15 d'entitats de l'administració pública i 10 d'empreses classificades com a «altres activitats de serveis».
Dels 44 establiments de servei als particulars que hi havia el 2009, 1 era una oficina de correu, 1 una oficina bancària, 6 tallers de reparació d'automòbils i de material agrícola, 1 autoescola, 4 paletes, 5 guixaires pintors, 5 fusteries, 5 lampisteries, 5 electricistes, 5 perruqueries, 3 restaurants, 1 agència immobiliària, 1 tintoreria i 1 saló de bellesa.
Dels 8 establiments comercials que hi havia el 2009, 1 era una botiga de menys de 120 m², 4 fleques, 1 una carnisseria, 1 una botiga de roba i 1 una botiga de material esportiu.
L'any 2000 a Fraisses hi havia 5 explotacions agrícoles.

## Equipaments sanitaris i escolars
Els 2 equipaments sanitaris que hi havia el 2009 eren farmàcies.
El 2009 hi havia 2 escoles maternals i 2 escoles elementals.

## Poblacions més properes
El següent diagrama mostra les poblacions més properes.